# High on Life
High on Life ist ein komödiantischer Ego-Shooter mit Action-Adventure- und Metroidvania-Elementen. Es spielt in einer Science-Fiction-Welt mit sprechenden Waffen und wurde von Justin Roiland erschaffen und von Squanch Games entwickelt und veröffentlicht.

## Spielprinzip
High on Life ist ein First-Person-Shooter-Videospiel mit Action-Adventure- und Metroidvania-Elementen. Die Spieler werden mit der Ermordung ausgewählter Ziele beauftragt und müssen sich ihren Weg in das Versteck des Ziels erkämpfen und dann die Ziele in einem Bosskampf bekämpfen.
Die Spieler greifen mit lebenden Alien-Waffen an, fünf lebenden Pistolen und einem empfindungsfähigen Messer. Das Messer verfügt über eine zusätzliche Greiffähigkeit, die es dem Spieler ermöglicht, sich mit Hilfe von Seilbahnen durch die Welt zu bewegen. Waffen-Spezialfähigkeiten werden auch verwendet, um Rätsel zu lösen und Zugang zu bestimmten Bereichen in Nicht-Kampfszenarien zu erhalten.
Die Spieler können Fähigkeiten erlangen und ihre bestehenden Fähigkeiten verbessern, indem sie Upgrades in Geschäften kaufen oder in Truhen finden. Wenn die Spieler neue Waffen und andere Ausrüstungsgegenstände erhalten, können sie wie in einem Metroidvania zuvor unerreichbare Gebiete betreten.
Neben den Kämpfen gibt es Plattformabschnitte, Rätsel, die mit den Waffenfähigkeiten gelöst werden, und soziale Bereiche, in denen die Spieler mit Nicht-Spieler-Charakteren interagieren können.

## Story
Der Spielercharakter und seine Schwester Lizzie haben das Haus für sich allein, während ihre Eltern verreist sind. Während sie losziehen, um Vorräte für eine wilde Party zu besorgen, die Lizzie plant, taucht ein außerirdisches Raumschiff auf. Die Spielerfigur und Lizzie verstecken sich hinter einem geparkten Auto und werden Zeuge, wie einer der Außerirdischen ihren Nachbarn tötet, während ein anderer plötzlich von seinen Verbündeten getötet wird. Der Spieler untersucht die Leiche des toten Außerirdischen und findet ein kleineres Alien in seiner Jacke, bevor er von ihm angespuckt wird, wodurch sie miteinander kommunizieren können. Er stellt sich als der Gatlianer Kenny vor und verrät dem Spieler, dass ihr Planet von Garmantuous und dem G3-Kartell überfallen wird, das plant, die gesamte menschliche Rasse in Drogen zu verwandeln. Um nicht gefangen genommen zu werden, arbeiten der Spieler und Kenny zusammen, um von der Erde zu fliehen und ihr Haus nach Blim City zu verlegen.

## Entwicklung
Die Entwicklung von High on Life begann im Jahr 2019, kurz nach der Veröffentlichung des vorherigen Titels des Studios, Trover Saves the Universe. Das anfängliche Konzept, das von Justin Roiland entwickelt wurde, sah die Entwicklung eines Ego-Shooters mit sprechenden Waffen vor, die mit dem Spieler sprechen und auf seine Aktionen reagieren sollten.
Die Originalmusik wurde von Tobacco komponiert, zusätzliche Musik wurde von Morris Borris, Ryan Elder, Sam Houselander, Pete Maguire, Jonathan Peros, Kevin Temmer und Akash Thakkar beigesteuert.
Justin Roiland war maßgeblich an der Entwicklung von High on Life beteiligt. Ihm wird zugeschrieben, dass er das ursprüngliche Konzept des Spiels entworfen hat und an der Gestaltung und Entwicklung des Spiels beteiligt war. Design Direktor Erich Mayr beschrieb den Stil des Spiels als „Blade Runner trifft auf die Muppets“.

## Rezeption
High on Life erhielt laut Wertungsaggregator Metacritic „gemischte oder durchschnittliche Bewertungen“ der Spielepresse. Der krude und absurde Humor des Spiels hat polarisiert. In einer positiven Rezension bezeichnete IGN das Spiel als „einen respektlosen, absurden Shooter, der mit seinem unverschämten Humor, dem albernen Setting und der Geschichte zu glänzen weiß“, während Eurogamer kritisierte, dass der Text „zu oft in den Zynismus der Edgelords und denselben langweiligen, niederschmetternden Humor wie South Park verfällt“. The Guardian merkte an, dass „die Grenze zwischen unterhaltsam und unerträglich hier nur darin liegt, wie man sich fühlt, wenn man einer spiellangen Version von Rick and Mortys Interdimensional Cable Adlibs zuhört“. GameSpot rezensierte das Spiel wohlwollend mit der Wertung 7 von 10 Punkten.
Ingame bezeichnete es als „Doom auf Wish bestellt“ (im Netzjargon ein spöttischer Ausdruck für schlechte Qualität) und empfahl es nur Fans von Rick and Morty.
Gamestar bewertete High on Life mit 69 %, 4Players mit 67 %. Gamereactor vergab 4 von 10 Punkten und urteilte: „Ein wirklich lustiges Videospiel, das leider keinen Spaß macht“.

### Verkäufe
High on Life war in der Woche seiner Veröffentlichung der meistgespielte Titel auf dem Xbox Game Pass und der viertmeistgespielte Titel auf der Xbox-Plattform insgesamt und wurde von Xbox VP of Marketing Aaron Greenberg als „Durchbruchshit“ gefeiert.